# Music City 200 1964
Music City 200 1964 var ett stockcarlopp ingående i Nascar Grand National Series (nuvarande Nascar Cup Series) som kördes 14 juni 1964 på den 0,5 mile (804,672 meter) långa ovalbanan Nashville Fairgrounds i Nashville i Tennessee. Totalt avverkades 100 miles (160,934 km) fördelat på 200 varv. Banunderlaget var asfalt. Loppet vanns av Richard Petty i en Plymouth på tiden 1:18.26 körande för Petty Enterprises. Pettys snitthastighet var 76,498 mph. Han var vid målgång ensam förare på ledarvarvet, ett varv före tvåan David Pearson. Det var Pettys 32:a vinst av totalt 200 i karriären. Prispotten uppgick till 4 240 dollar, varav 1 000 dollar gick till segraren.

## Resultat
| Plc     | Nr | Förare        | Team/ bilägare    | Konstruktör | Start | Varv | Ledda varv |
| ------- | -- | ------------- | ----------------- | ----------- | ----- | ---- | ---------- |
| 1       | 43 | Richard Petty | Petty Enterprises | Plymouth    | 2     | 200  | 127        |
| 2       | 6  | David Pearson | Owens Racing      | Dodge       | 1     | 199  | 0          |
| 3       | 3  | Buck Baker    | Fox Racing        | Dodge       | 4     | 199  | 0          |
| 4       | 54 | Jimmy Pardue  | Burton-Robinson   | Plymouth    | 3     | 195  | 0          |
| 5       | 49 | G.C. Spencer  | GC Spencer Racing | Chevrolet   | 6     | 191  | 0          |
| 6       | 36 | Larry Thomas  | Wade Younts       | Dodge       | 5     | 191  | 0          |
| 7       | 34 | Wendell Scott | Scott Racing      | Ford        | 7     | 188  | 0          |
| 8       | 02 | Curtis Crider | Curtis Crider     | Mercury     | 11    | 185  | 0          |
| 9       | 42 | Bill McMahan  | Casper Hensley    | Pontiac     | 10    | 184  | 0          |
| 10      | 44 | Earl Brooks   | Scott Racing      | Chevrolet   | 15    | 178  | 0          |
| 11      | 40 | Bud Harless   | Fred Harless      | Pontiac     | 8     | 169  | 0          |
| 12      | 99 | Gene Hobby    | Barney Humphries  | Dodge       | 14    | 168  | 0          |
| 13      | 88 | Neil Castles  | Buck Baker Racing | Chrysler    | 13    | 80   | 0          |
| 14      | 9  | Roy Tyner     | Roy Tyner         | Chevrolet   | 12    | 79   | 0          |
| 15      | 87 | Buddy Baker   | J.C. Parker       | Dodge       | 9     | 30   | 0          |
| 16      | 01 | Frank Tanner  | Curtis Crider     | Mercury     | 16    | 2    | 0          |
| 17      | 11 | Ned Jarrett   | Bondy Long        | Ford        | DNS   | 0    | 0          |
| Källor: |    |               |                   |             |       |      |            |